# اتفاق متعدد الأطراف
الاتفاق متعدد الأطراف عبارة عن اتفاقية قانونية أو تجارية متعددة الجنسيات بين الدول. وفي اللغة الاصطلاحية الاقتصادية، هو اتفاق بين أكثر من دولتين، ولكن ليس بين عدد كبير من الدول، حيث إن الاتفاق المبرم بين عدد كبير من الدول يطلق عليه اسم الاتفاق كثير الأطراف.

## استخدام المصطلح في منظمة التجارة العالمية
يستخدم المصطلح «الاتفاق متعدد الأطراف» في منظمة التجارة العالمية. وينطوي الاتفاق متعدد الأطراف على أنه يمكن أن يتم منح الدول الأعضاء في منظمة التجارة العالمية الاختيار للموافقة على القواعد الجديدة على أساس تطوعي. ويتعارض ذلك مع اتفاقية منظمة التجارة العالمية كثيرة الأطراف، حيث يكون كل الدول الأعضاء في منظمة التجارة العالمية أطراف في الاتفاقية. ويعد الاتفاق بشأن المشتريات الحكومية اتفاقًا نموذجيًا متعدد الأطراف.

## المعاهدات متعددة الأطراف
تعد المعاهدة متعددة الأطراف نوعًا خاصًا من أنواع المعاهدات كثيرة الأطراف. والمعاهدة متعددة الأطراف عبارة عن معاهدة بين عدد محدود من الدول التي تكون لها مصالح خاصة حول موضوع المعاهدة. والفارق الرئيسي بين المعاهدة متعددة الأطراف وغيرها من المعاهدات كثيرة الأطراف الأخرى هو أن إتاحة التحفظات يكون أكثر محدودية في المعاهدات متعددة الأطراف. وبسبب الطبيعة المحدودة للمعاهدة متعددة الأطراف، يلزم التعاون التام بين أطراف المعاهدة لكي يتم الوفاء بهدف المعاهدة. ونتيجة لذلك، لا يتم السماح بالتحفظات في المعاهدات متعددة الأطراف بدون موافقة كل الأطراف الأخرى المشاركة في المعاهدة. وهذا المبدأ مسجل في القانون الدولي في البند 20(2) من اتفاقية فيينا لقانون المعاهدات:
عندما يظهر من العدد المحدود للدول التي تتفاوض وهدف وغرض المعاهدة أن تطبيق المعاهدة برمتها بين كل الأطراف المعينة هو شرط ضروري لموافقة كل طرف على الالتزام بالمعاهدة، فيجب موافقة كل الأطراف على أي تحفظ.